# Clivis
La clivis (dal latino pendenza) è un neuma utilizzato nel canto gregoriano.

Rappresenta un gruppo di due note discendenti, quella in alto viene cantata prima di quella in basso. La prima è una virga, che rappresenta l'elemento alto del gruppo e la seconda è legata alla prima da un tratto, se necessario, per rendere l'unità grafica del gruppo.
La clivis nella grafia adiastematica era rappresentata da un accento circonflesso, cioè un acuto seguito da un grave: . La sua forma moderna ne deriva direttamente, la barra verticale della prima nota è ciò che resta della virga e quella che unisce le due note è il resto dell'accento grave.

## Episemi
La clivis può ricevere due tipi di episemi:

L'episema sulla prima nota () viene rappresentato normalmente da una barra orizzontale  sulla prima nota.
Al posto dell'episema, la notazione sangallese segna un allungamento con la lettera T  che sta per "tenete", che vuole rappresentare un allungamento più lungo tra le due note. Al contrario, per insistere sul fatto che il valore resta corto, una lettera C  che sta per "celeriter" è talvolta aggiunta.
L'episema sulla seconda nota  lo si trova solo all'interno di neumi composti, all'inizio di una discesa  di tipo climacus. Questo tipo di episema vuole segnare la seconda nota, mentre il resto della discesa è più rapido. Questo neuma lo si potrebbe qualificare anche come clivis flexa o  clivis subbipunctis.

## Interpretazione ritmica
L'accento della clivis è sempre sulla prima nota. Per la sua posizione melodica, la prima nota della clivis riceve casomai un attacco ed un piccolo accento di intensità.
La prima nota è piuttosto breve per quanto riguarda la sua posizione ritmica, ma la linea melodica può portare ad allungarsi leggermente se l'intervallo percorso raggiunge o sorpassa la terza, per smorzare il passaggio da una corda modale all'altra.
La seconda nota è in posizione di rilassamento. È dunque più debole in intensità, ma può essere leggermente allungata.